# Brandýsek
Brandýsek település Csehországban, a Kladnói járásban. Brandýsek Knovíz, Stehelčeves, Třebusice, Dřetovice, Cvrčovice, Pchery és Kladno településekkel határos. Lakosainak száma 2256 fő (2024. január 1.).

## Népesség
A település lakosságának változását az alábbi diagram mutatja:
| Lakosok száma | 1382 | 1753 | 2558 | 2089 | 1696 | 1830 | 1842 | 1950 | 2144 | 2256 |
|               | 1869 | 1900 | 1921 | 1961 | 1980 | 2011 | 2016 | 2019 | 2021 | 2024 |